# Černín (Lukavec u Hořic)
Černín je malá vesnice, část obce Lukavec u Hořic v okrese Jičín. Nachází se asi 1 km na západ od Lukavce u Hořic. Prochází zde silnice II/501. V roce 2009 zde bylo evidováno 19 adres. V roce 2001 zde trvale žilo 18 obyvatel.
Černín leží v katastrálním území Černín u Lukavce o rozloze 2,48 km2.